# Heikki Kovalainen
Heikki Kovalainen, nascut el 19 d'octubre de 1981, és un ex-pilot finès de Fórmula 1, campió de les World Series el 2004. Va debutar a la Fórmula 1 a l'any 2007 amb l'escuderia Renault, però l'escuderia va decidir prescindir dels seus serveis al final de la mateixa temporada. En la temporada que va estar a l'escuderia francesa, va aconseguir un podi (2n al Japó) i només es va haver de retirar en una cursa, precisament, la darrera de l'any (Brasil). Les seves qualitats com a pilot, demostrades com a pilot provador i, també, en la World Series, es van veure reduïdes a causa de la poca competitivitat del seu cotxe, el R-27. Des de gener del 2008 va ser pilot titular de l'escuderia Mercedes - McLaren. A l'abandonar McLaren fitxaria per l'escuderia Caterham.
La seva última temporada a la Fórmula 1 va ser la temporada 2012.